# أنسون ميلز
أنسون ميلز (بالإنجليزية: Anson Mills)‏ هو مخترِع أمريكي، ولد في 31 أغسطس 1834 في ثورنتاون في الولايات المتحدة، وتوفي في 5 نوفمبر 1924 في واشنطن العاصمة في الولايات المتحدة.